# Шлихтинг, Герман
Герман Шлихтинг (нем. Hermann Schlichting; 22 сентября 1907, Балье — 15 июня 1982, Гёттинген) — немецкий учёный в области аэродинамики.

## Биография
С 1926 по 1930 год изучал математику, физику и прикладную механику в университетах Йены, Вены и Гёттингена. В 1930 году получил докторскую степень в Гёттингене, тема диссертации «Über das ebene Windschattenproblem», в том же году сдал государственный экзамен и получил квалификацию преподавателя высшей математики и физики.
Судьбоносной стала для Шлихтинга встреча с Людвигом Прандтлем.
Работал с 1931 до 1935 года в Институте кайзера Вильгельма. Основной областью его исследований стала вязкая жидкость, одновременно занимался различными задачами аэродинамики.
В 1935 году перешёл в лабораторию фирмы Dornier в Фридрихсхафене, где он выполнил расчёты новой аэродинамической трубы и, после того как за короткое время трубу построили, взял на себя руководство работами на ней.
С 1937 года работал в Брауншвейгском техническом университете, где в 1938 году стал профессором. С октября 1937 года работал по созданию Аэродинамического института в аэропорту Брауншвейг-Ваггум.
Автор многочисленных работ по механике вязкой жидкости, аэродинамике самолета, лопаточных машин и автомобилей. Книга «Теория пограничного слоя» (1951) переведена на многие языки мира и выдержала много переизданий. В знак признания заслуг Шлихтинга в изучение ламинарно-турбулентного перехода малые возмущения в вязкой жидкой (газообразной) среде названы его именем (волны Толлмина — Шлихтинга).